# Melastoma
- Commons
- Wikispecies

Melastoma L. é um género botânico pertencente à família Melastomataceae.

## Espécies
- Melastoma affine
- Melastoma sanguineum
- Melastoma candidum
- Melastoma malabathricum
- Melastoma polyanthum
- Lista completa

## Classificação do gênero
| Sistema | Classificação                     | Referência               |
| ------- | --------------------------------- | ------------------------ |
| Linné   | Classe Decandria, ordem Monogynia | Species plantarum (1753) |